# Sillago asiatica
 Sillago asiatica és una espècie de peix de la família Sillaginidae i de l'ordre dels perciformes.

## Morfologia
Els mascles poden assolir els 15 cm de longitud total.

## Distribució geogràfica
Es troba des de Taiwan al Golf de Tailàndia.